# Кусимово
Куси́мово (баш. Күсем) — деревня в Абзелиловском районе Башкортостана, входит в состав Ташбулатовского сельсовета.

## Географическое положение
Расстояние до:
- районного центра (Аскарово): 44 км;
- центра сельсовета (Ташбулатово): 8 км;
- ближайшей железнодорожной станции (Ташбулатово): 15 км.

## Население
| 1968 | 2002 | 2009 | 2010 |
| ---- | ---- | ---- | ---- |
| 353  | ↘309 | ↗361 | ↗419 |

### Национальный состав
Согласно переписи 2002 года, преобладающая национальность — башкиры (97 %).

## Религия
В деревне есть мечеть.

## Известные уроженцы
- Кусимов, Тагир Таипович (1909—1986) — советский военачальник, генерал-майор, Герой Советского Союза.

## Достопримечательности
В деревне создан музей Героя Советского Союза Тагира Таиповича Кусимова, впоследствии получивший статус государственного, а затем пониженный до муниципального.
Рядом находится озеро Яктыкуль.